# مجموعة جيوش المنطقة الخلفية الوسطى
مجموعة جيوش المنطقة الخلفية الوسطى (بالألمانية: Rückwärtiges Heeresgebiet Mitte)‏ كان أحد ثلاثة من مجموعة قيادة المنطقة الخلفية للجيش، التي تأسست خلال الغزو الألماني للاتحاد السوفيتي عام 1941. أمر في البداية من قبل الجنرال ماكس فون Schenckendorff، كان مساحة القضاء العسكري وراء خطوط الفيرماخت لمجموعة الجيوش الوسطى.
كانت وظيفة المجموعة الخلفية للمنطقة الخلفية هي توفير الأمن وراء القوات المقاتلة. كان أيضًا موقعًا للقتل الجماعي أثناء الهولوكوست وجرائم أخرى ضد الإنسانية استهدفت السكان المدنيين. على حد تعبير المؤرخ مايكل باريش، فإن قائد الجيش «ترأس إمبراطورية الرعب والوحشية». 

## التنظيم
كان قائد المنطقة الخلفية لمركز مجموعة الجيوش، الجنرال ماكس فون شينكيندورف، مسؤولاً عن أمن المنطقة الخلفية. كان مقرها الرئيسي تابعًا لمجموعة الجيوش الوسطى، بينما كان أيضًا مسؤولًا عن قائد الإمداد العام في إدوارد فاغنر الفيرماخت، الذي كان يتحمل المسؤولية الكاملة عن أمن المنطقة الخلفية. 
سيطر شينكيندورف على ثلاثة فرق أمنية وأشرف على وحدات الشرطة الميدانية السرية في فيرماخت. عمل بالتوازي وبالتعاون مع إريك فون ديم-زيليفسكي، القيادات القائد الأعلى لقوات الأمن والشرطة المعينين من قِبل رئيس قوات الأمن الخاصة، هاينريش هيملر. 

## الحرب الأمنية والجرائم ضد الإنسانية
شملت واجبات قادة المنطقة أمن الاتصالات وخطوط الإمداد والاستغلال الاقتصادي ومكافحة المقاتلين (المناصرين) في المناطق الخلفية في فيرماخت، والتي كانت المهام الرئيسية للفرق الأمنية.  بالإضافة إلى ذلك، تعمل تشكيلات الأمن والشرطة في SS والشرطة الأمنية الألمانية في المناطق، وتخضع لقادة قوات الأمن العليا والشرطة. تضمنت هذه الوحدات العديد من فصائل فرق الموت في أينزاتسغروبن وفوج الشرطة المركزي وكتائب شرطة النظام إضافية. ارتكبت هذه الوحدات القتل الجماعي خلال الهولوكوست وغيرها من الجرائم ضد الإنسانية. 
قامت الفرق الأمنية، في كثير من الأحيان بالتنسيق مع أو تحت قيادة الفيرماخت، بحرب أمنية تستهدف السكان المدنيين. إن ما يسمى بالعمليات المناهضة للحزب في المناطق التي تنتشر فيها العصابات هي بمثابة تدمير للقرى، والاستيلاء على الماشية، وترحيل السكان القادرين على العمل بدافع العبودية إلى ألمانيا وقتل من هم دون سن العمل. 

### اقتباسات
1. ↑  Parrish 1996.
2. 1 2  Megargee 2007.
3. ↑  Shepherd 2003.
4. ↑  Brandon & Lower 2008.
5. ↑  Shepherd 2004.